# Меґоффін (округ, Кентуккі)
Шаблон:StateAbbr_ 37°42′ пн. ш. 83°04′ зх. д. / 37.7° пн. ш. 83.06° зх. д.
Округ  Меґоффін (англ. Magoffin County) — округ (графство) у штаті  Кентуккі, США. Ідентифікатор округу 21153.

## Історія
Округ утворений 1860 року.

## Демографія
За даними перепису 
2000 року 
загальне населення округу становило 13332 осіб, усе сільське.
Серед мешканців округу чоловіків було 6572, а жінок — 6760. В окрузі було 5024 домогосподарства, 3857 родин, які мешкали в 5447 будинках.
Середній розмір родини становив 3,04.
Віковий розподіл населення поданий у таблиці:
| Стать    | До 15 років | 15-21 | 22-29 | 30-39 | 40-49 | 50-65 | 65-85 | Понад 85 |
| -------- | ----------- | ----- | ----- | ----- | ----- | ----- | ----- | -------- |
| Чоловіки | 1486        | 737   | 720   | 1037  | 1008  | 978   | 558   | 48       |
| Жінки    | 1407        | 721   | 740   | 1057  | 1003  | 1031  | 695   | 106      |

## Суміжні округи
- Джонсон — північний схід
- Флойд — південний схід
- Нотт — південь
- Бретітт — південний захід
- Вулф — захід
- Морган — північний захід

## Виноски
1. ↑  U.S. Decennial Census. United States Census Bureau. Архів оригіналу за 19 липня 2018. Процитовано 17 серпня 2014.
2. ↑  Historical Census Browser. University of Virginia Library. Архів оригіналу за 1 вересня 2019. Процитовано 17 серпня 2014.
3. ↑  Population of Counties by Decennial Census: 1900 to 1990. United States Census Bureau. Архів оригіналу за 13 жовтня 2014. Процитовано 17 серпня 2014.
4. ↑  Census 2000 PHC-T-4. Ranking Tables for Counties: 1990 and 2000 (PDF). United States Census Bureau. Архів оригіналу (PDF) за 6 вересня 2019. Процитовано 17 серпня 2014.
5. ↑  State & County QuickFacts. United States Census Bureau. Архів оригіналу за 7 червня 2011. Процитовано 6 березня 2014.(англ.) Наведено за англійською вікіпедією.
6. ↑  American FactFinder. Бюро перепису населення США. Архів оригіналу за 26 лютого 2012. Процитовано 31 січня 2008.

| США | Це незавершена стаття з географії США. Ви можете допомогти проєкту, виправивши або дописавши її. |